# Paul England
Pour les articles homonymes, voir England.
Pas d'image ? Cliquez ici
Paul Thomas England ou Paul England, né le 28 mars 1929 à Melbourne et mort le 17 juin 2014 dans la même ville, est un pilote automobile australien.

## Biographie
Ayant fait ses preuves lors de courses de côte en Australie, Paul England participe au Grand Prix d’Allemagne 1957, sur une Cooper de Formule 2, pour « compléter » le nombre d'engagés du Grand Prix : il abandonne au cinquième des vingt-deux tours, à cause d'un problème d'allumage.

## Résultats en championnat du monde de Formule 1
| Saison | Écurie               | Châssis    | Moteur            | Pneus  | GP disputé | Résultat | Points inscrits | Classement |
| ------ | -------------------- | ---------- | ----------------- | ------ | ---------- | -------- | --------------- | ---------- |
| 1957   | Ridgeway Managements | Cooper T41 | Climax FPF 1.5 L4 | Dunlop | Allemagne  | Abandon  | 0               | non classé |